# Кама (река)
Вижте пояснителната страница за други значения на Кама.
Река Ка̀ма (на удмуртски: Кам; на татарски: Чулман) е голяма река в Европейска Русия ляв приток (най-голям) на Волга. Дължината ѝ е 1805 km, която ѝ отрежда 16-о място по дължина сред реките на Русия. До изграждането на Куйбишевското водохранилище дължината на Кама е била 2 030 km.

## Географска характеристика

### Извор, течение, устие
Река Кама извира от централната част на Горнокамското възвишение на 335 m н.в., в североизточната част на село Кулига, Кезски район на Република Удмуртия и се насочва на север-северозапад. При село Алешата навлиза в източната част на Кировска област, като запазва първоначалната си посока на течението. След село Баталово завива на североизток, а след село Пориш напуска пределите на Кировска област и навлиза на територията на Пермски край. След устието на река Весляна (ляв приток) посоката ѝ става източна, а след устието на река Южна Келтма (ляв приток) – южна. В този участък от 745 km тече в широка, на места стесняваща се долина през северните хълмисти части на Горнокамското възвишение. Руслото ѝ е неустойчиво, с много завои и меандри, а в заливната ѝ тераса изобилстват изоставени старици и малки езера. След устието на големия си ляв приток река Вишера Кама става многоводна река, а бреговете ѝ асиметрични: десният остава нисък и широк, покрит с обширни пасища, а левият почти навсякъде е висок, на места стръмен. След град Перм (при 693 km) реката завива на югозапад и запазва това направление до устието на река Белая (най-голям приток). В този участък по течението на Кама има много острови, плитчини и бързеи. След устието на Белая посоката ѝ става западна, като тук десният бряг става висок, а левия нисък. Долината ѝ достига ширина до 15 km, а коритото ѝ – 150 – 1200 m. След изтичането си от Нижнекамското водохранилище Кама се разделя на ръкави и след устието на река Вятка (десен приток) се влива в големия Камски залив на Куйбишевското водохранилище на 36 m н.в. при село Сорочи Гори, Република Татарстан. Преди изграждането на водохранилището Кама се е вливала отляво в река Волга при нейния 1804 km, в близост до посьолок Камское Усте, Република Татарстан, като по този начин дължината ѝ е била 2 030 km.

### Водосборен басейн, притоци
Водосборният басейн на Кама обхваща площ от 507 хил. km2, което представлява 37,28% от водосборния басейн на река Волга. След изграждането на Куйбишевското водохранилище водосборния басейн на Кама се намалява от 521 700 на 507 000 km2. Във водосборния басейн на реката попадат териториите (или части от териториите) на Република Башкортостан, Вологодска област, Кировска област, Република Коми, Република Марий Ел, Нижегородска област, Оренбургска област, Пермски край, Самарска област, Свердловска област, Република Татарстан, Република Удмуртия и Челябинска област.
Границите на водосборния басейн на реката са следните:
- на запад – водосборните басейни на реките Илет, Малка Кокшага, Болшая Кокшага и Ветлуга, леви притоци на река Волга;
- на северозапад – водосборния басейн на река Северна Двина);
- на север – водосборния басейн на река Печора;
- на изток – водосборния басейн на река Об;
- на юг – водосборния басейн на река Урал;
- на югозапад – водосборните басейни на реките Самара, Сок и Болшой Черемшан, леви притоци на река Волга.

Река Кама получава стотици с дължина над 20 km, като 25 от тях са дължина над 100 km, в т.ч. 9 – между 101 и 200 km; 12 – между 201 и 500 km; 2 – между 501 и 1000 km и 2 с дължина над 1000 km. По-долу са изброени всичките тези 25 броя реки, за които е показано на кой километър по течението на реката се вливат, дали са леви (→) или (←), тяхната дължина, площта на водосборния им басейн (в km2) и мястото където се вливат.
- 1473 → Лупя 135 / 907, на 8 km южно от село Ожмегово, Кировска област
- 1261 → Пориш 131 / 2210, при село Пориш, Кировска област
- 1193 → Весляна 266 / 7490, при село Уст Весляна, Пермски край
- 1181 → Лупя 128 / 1380, северозападно от село Гайни, Пермски край
- 1109 ← Коса 267 / 10 300, при село Уст Коса, Пермски край
- 1060 → Южна Келтма 172 / 5270, при заличеното село Омут, Пермски край
- 1056 → Пилва 214 / 2020, на 10 km западно от село Бондюг, Пермски край
- 996 ← Уролка 140 / 2010, на 3 km западно от село Пянтек, Пермски край
- 958 → Вишера 415 / 31 200, на 7 km югоизточно от село Керчевски, Пермски край
- 879 → Яйва 304 / 6250, в Камското водохранилище, на 10 km южно от град Березники, Пермски край
- ← Полуденний Кондас 102 / —, в Камското водохранилище, при село Пешково, Пермски край
- 810 ← Инва 257 / 5920, в Камското водохранилище, при село Майкор, Пермски край
- 807 → Косва 283 / 6300, в Камското водохранилище, при село Никулино, Пермски край
- 792 ← Чермоз 121 / 748, в Камското водохранилище, при град Чермоз, Пермски край
- 780 ← Обва 247 / 6720, в Камското водохранилище, при село Илински, Пермски край
- 693 → Чусовая 592 / 42 700, в Камското водохранилище, при град Перм, Пермски край
- 493 → Тулва 118 / 3530, в Воткинското водохранилище, при село Мостовая, Пермски край
- 329 ← Сива 206 / 4870, на 8 km южно от село Перевозное, Република Удмуртия
- 240 → Буй 228 / 6530, на 6 km южно от град Камбарка, Република Удмуртия
- 177 → Белая 1430 / 142 000, в Нижнекамското водохранилище, при град Дюртюли, Република Башкортостан
- 124 ← Иж 259 / 8510, в Нижнекамското водохранилище, при село Балтачево, Република Татарстан
- 118 → Ик 571 / 18 000, в Нижнекамското водохранилище, при село Бикбулатово, Република Татарстан
- 53 ← Тойма 121 / 1450, при град Елабуга, Република Татарстан
- 9 → Зай 219 / 5020, при град Нижнекамск, Република Татарстан
- 1 ← Вятка 1314 / 129 000, при село Грахан, Република Татарстан

### Хидроложки показатели
Подхранването на Кама е предимно снегово и в по-малък процент дъждовно и подземно. През пролетното пълноводие (март-юни) преминава над 62,6% от годишния отток, през лятото и есента – 28,3%, а през зимата – 9,1%. Нивото на реката през сезоните се колебае до 8 m в горното течение и 7 m в долното, като причината за по-малкото колебание на нивото ѝ е изграждането на трите големи водохранилища, които регулират оттока ѝ. Среден годишен отток при град Перм (Камската ВЕЦ) – 1 630 m3/s, при Воткинската ВЕЦ – 1 750 m3/s, в устието – около 3500 m3/s (максимален 27 500 m3/s). Замръзването на реката се съпровожда с обилно образуване на подводен лед и ледохода продължава от 10 до 20 денонощия. Замръзва в началото на ноември в горното течение и в края на ноември в долното, а се размразява през април. Пролетният ледоход в зависимост от температурите на въздуха продължава от 2 – 3 до 10 – 15 денонощия.
Геоложки долината на река Кама е по стара от тази на Волга. До кватернерното заледяване реката директно се е вливала в Каспийско море, докато Волга е била ляв приток на Дон. Ледниковият период променя речната система в Източна Европа и Волга започва да се влива под прав ъгъл в Кама. Сега долната речна долина на Волга е старата речна долина на Кама и съгласно болшинството от хидроложките признаци (възраст, височина на извора, дължина, пълноводие) Кама би трябвало да е главна река, а Волга – неин най-голям приток.

## Селища
По течинето на реката са разположени стотици населени места, в т.ч. 21 града:
- Кировска област – посьолок Афанасево (районен център);
- Пермски край – Соликамск, Березники, Усоле, Чермоз, Добрянка, Краснокамск, Оханск, Оса, Чайковски;
- Република Удмуртия – Сарапул, Камбарка;
- Република Башкортостан – Агидел;
- Република Татарстан – Мензелинск, Менделеевск, Набережние Челни, Елабуга, Нижнекамск, Чистопол.

## Стопанско значение
В средното и долно течение на реката са изградени три големи водохранилища (Камско, Воткинско и Нижнекамско), като в основата на преградните им стени функционират мощни ВЕЦ-ове. От древни времена река Кама е важна водна транспортна артерия, като изградените три водохранилища са снабдени с шлюзове и по този начин подобряват корабоплаването по реката. Кама е постоянно плавателна (без зимния сезон) до село Керчевски, Пермски край (до 966 km), а през пролетта, по време на пълноводието още 600 km нагоре по течението – до село Бисерово, Кировска област.